# بارزیو
بارزیو (به ایتالیایی: Barzio) یک کومونه در ایتالیا است که در استان لکو واقع شده‌است. بارزیو ۲۱٫۴ کیلومتر مربع مساحت و ۱٬۳۲۱ نفر جمعیت دارد و ۷۶۹ متر بالاتر از سطح دریا واقع شده‌است.